# Fort Dayton
Fort Dayton befindet sich an der Nordseite des Mohawk River am West Canada Creek, im heutigen Herkimer. Es wurde im Herbst 1776 während des Amerikanischen Unabhängigkeitskrieges unter Aufsicht von Oberst Elias Dayton auf Befehl des Generals Philip Schuyler errichtet.

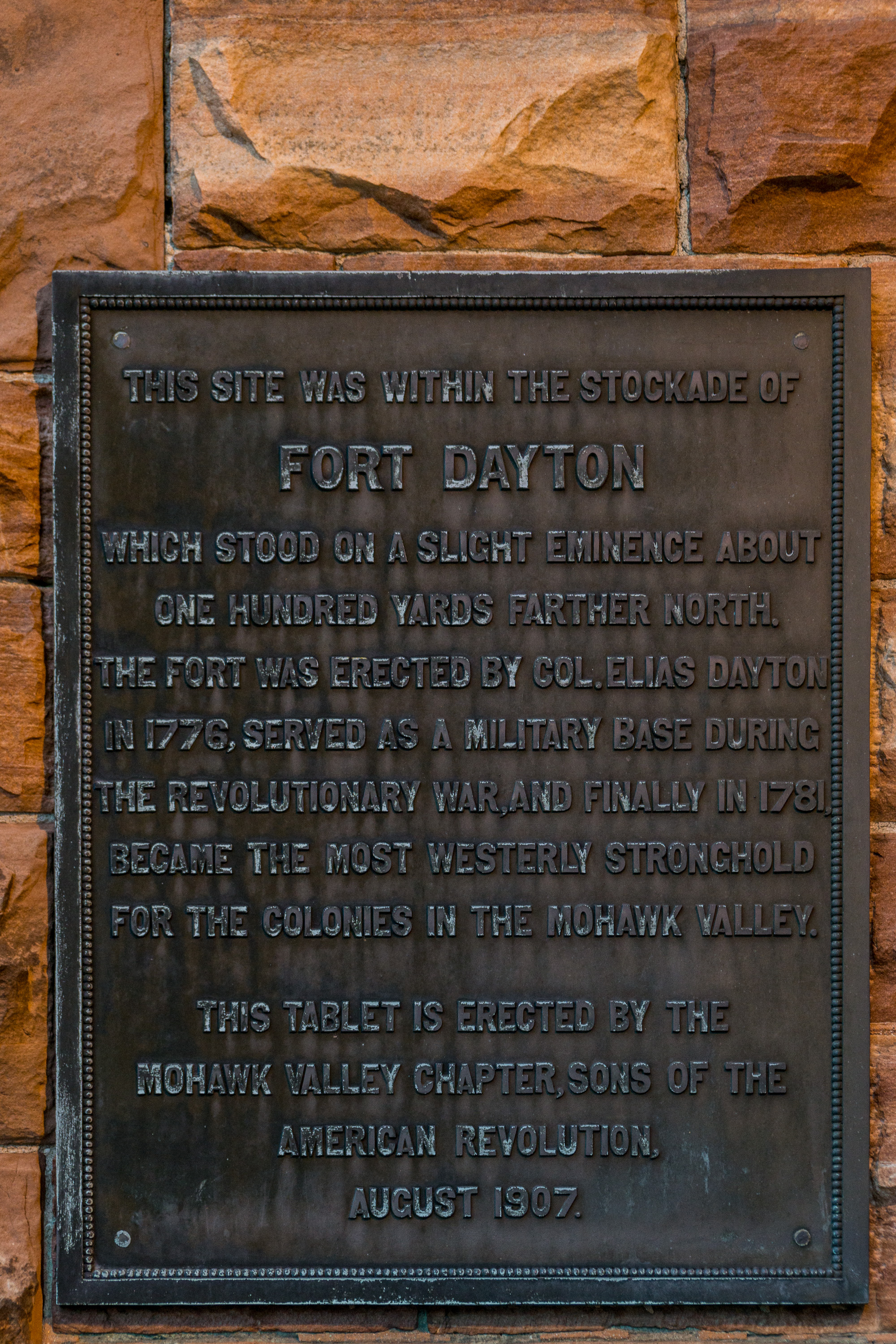
Fort Dayton (1776–1783)

Am 4. August 1777 versammelte General Nicholas Herkimer mehr als 900 Mann der Tryon County-Miliz bei Fort Dayton, um zur Unterstützung von Oberst Peter Gansevoort nach Fort Stanwix zu marschieren, das im Zuge des Saratoga-Feldzuges durch britische Truppen unter Barry St. Leger belagert wurde. Herkimers Truppe, die zum Großteil aus pfälzischen deutschen Siedlern bestand, folgte dem Nordufer des Mohawk und kampierte in der ersten Nacht westlich des Sterling (Staring) Creek. Am 6. August wurde Herkimers Truppe in einer schmalen Klamm durch St. Legers vereinigte Streitkraft aus Briten, Loyalisten und Indianern in einen Hinterhalt gelockt. In der hier stattfindenden Schlacht von Oriskany, die in einer vernichtenden Niederlage der Siedlerstreitmacht endete, wurde General Herkimer schwer verwundet, führte seine Männer jedoch weiter, indem er von seinem Verwundetenlager aus Anweisungen gab. General Herkimer starb am 17. August in seinem Haus in Danube an seinen Wunden. Währenddessen rekrutierte General Benedict Arnold, der mit 800 Mann in Fort Dayton eingetroffen war, weitere 400 Mann und marschierte am 22. August nach Oriskany, aber die britischen Streitkräfte waren bereits geflohen.
Fort Dayton war auch eine militärische Nachschubbasis für Christian Schell nach seinem Einsatz in Schells Busch und der Verfolgung des Loyalisten-Führers Walter Butler und dessen Truppen. Nachdem im Jahre 1781 Fort Stanwix zerstört worden war, war Fort Dayton das westlichste Fort im Mohawk-Tal. 1782 wurde es von den Mohawk unter ihren Häuptling Joseph Brant belagert. Im Juli 1783 besichtigte General George Washington Fort Dayton, als er das Mohawk-Tal während einer Inspektionsreise besuchte.
Ein Gedenkstein für den Standort von Fort Dayton steht an den „Historische Vier Ecken“-Kreuzung in der North Main Street in Herkimer.